# Rusanowka (obwód omski)
Rusanowka (ros. Русановка) – wieś (dieriewnia) w Rosji, w obwodzie omskim, w rejonie nowowarszawskim. W 2010 liczyła 923 mieszkańców.